# Pont del Solà (Sant Quirze Safaja)
El Pont del Solà és un pont del terme municipal de Sant Quirze Safaja, a la comarca del Moianès.
Està situat a la part occidental del terme, al damunt de la riera de Sant Quirze, i constitueix l'entrada a la urbanització del Solà del Boix des de la carretera BV-1341.